# 波兰星

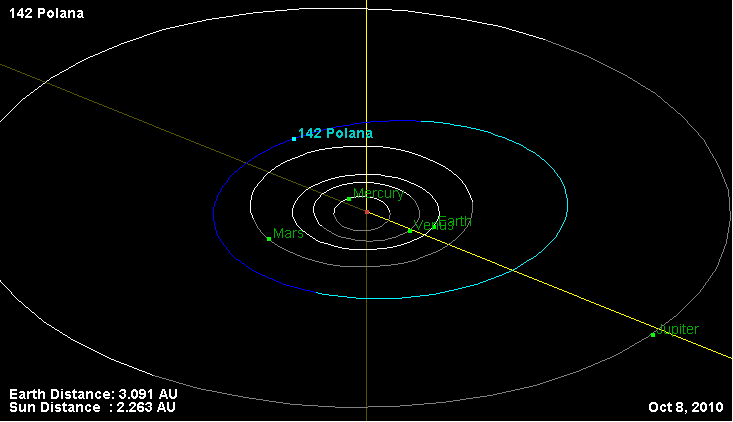
波兰星

波兰星（142 Polona）是第142颗被人类发现的小行星，于1875年1月28日发现。波兰星的直径为55.3千米，质量为1.8×1017千克，公转周期为1373.038天。
該小行星以克羅埃西亞的城市普拉命名。